# 쿠프라 전투
쿠프라 전투는 1941년 1월 31일부터 3월 1일까지 제2차 세계 대전의 서부 사막 전역에서 일어난 전투이다.

## 같이 보기
- 쿠프라주